# Porocottus coronatus
Porocottus coronatus är en fiskart som beskrevs av Yoshitaka Yabe 1992. Porocottus coronatus ingår i släktet Porocottus och familjen simpor. Inga underarter finns listade i Catalogue of Life.